# 2024年印度大选
2024年印度大選于2024年4月19日至6月1日举行，共分七個階段，將选出543名人民院议员。计票结果于2024年6月4日公布。
這是史上規模最大的選舉，超過了上次選舉，持續44天，僅次於1951-52年的印度大選。現任總理莫迪已完成第二個任期，將連續第三個任期競選。
14億人口中約有9.7億人有投票權，相當於總人口的70%。安得拉邦、阿魯納恰爾邦、奧裡薩邦和錫金邦的立法議會選舉將與大選同時舉行，以及12個立法議會的25個選區的補選。
主流媒體的投票前和投票後民調預測，印度人民黨及其聯盟－全國民主聯盟（NDA）將取得決定性勝利。然而，印度人民黨僅贏得了240個席位，低於2019年獲得的303個席位，並失去了在人民院的絕對多數席位。其聯盟在眾議院543個席位中獲得了293個席位，僅勉強過半。反對派印度國家發展包容性聯盟（INDIA）則贏得了234個席位，其中印度國大黨以99個席位成為最大贏家（上屆52席），並讓該黨獲得官方反對黨地位（上一屆沒有政黨獲得此頭銜）。
截至6月5日，莫迪已向印度第15任總統德拉帕迪·慕爾穆确认了303名議員的支持，其中包括原本的聯盟議員、三名小黨議員以及十名獨立議員。這標誌著他第三次擔任總理，也是他首次領導聯合政府的任期。該政府主要依賴兩個其聯盟盟友的支持：安得拉邦的泰盧固之鄉黨和比哈爾邦的聯合人民黨。

## 背景
印度實行多黨制，由印度人民黨和印度國民大會黨兩大政黨主導國家政治。自2014年以來，印度人民黨一直由莫迪掌舵。在2019年4月至5月舉行的上一次大選中，印度人民黨領導的全國民主聯盟組成聯合政府，莫迪繼續擔任總理，第17屆人民院的任期定於2024年6月16日結束。

## 选举制度
符合条件的选民必须是年满 18 岁的印度公民；选区投票区的普通居民并登记投票（姓名包含在选民名册中）需持有印度选举委员会签发的有效选民身份证或同等证件。一些被判犯有罪行的人会被禁止投票。持有外國公民身份的印度人也被禁止投票。印度沒有郵寄或線上不在籍投票；印度僑民必須返回自己的選區投票。
《印度宪法》第83条规定，人民院选举每五年举行一次。所有543位當選議員均以領先者當選的方式從單一選區選出。 此外，印度总统将另外提名两名议员。
在2024年選舉中，有9.68億人有資格投票，比2019年選舉增加了約1.5億人。在阿魯納恰爾邦，由於選舉法規定投票站應設置在距離所有定居點兩公里以內的地方，將為馬洛甘村唯一的登記選民設立一個投票站。
在古吉拉特邦的吉爾國家公園內也設立了一個投票站，以滿足單一選民的需求，他是一座印度教寺廟的牧師。
喀拉拉邦的一個野生動物保護區和古吉拉特邦的一個貨櫃內將設立投票站。此外，在曼尼普爾邦的320個救濟營中，也將設置投票站，這些營地收容了約59,000名因種族間暴力而流離失所的人。
2024年3月，印度最高法院駁回了國大黨提出的請願，該請願要求停止使用電子投票機並恢復使用紙質選票和手動計票，這是1990年代末之前選舉中使用的系統。國大黨指出，電子投票機存在選舉舞弊的風險。超過100萬個投票站將使用近550萬台電子投票機，並由1500萬選舉工作人員和安保人員負責管理選舉的進行。
由於擔心高溫，印度選舉委員會首次允許殘疾選民和85歲以上選民在家中投票。在特倫甘納邦，一些選區的投票時間被推遲了一個小時，以便選民在更舒適的時間前來投票。

## 选举时间表
印度選舉委員會於2024年3月16日宣布了第18屆人民院的選舉時間表，《示範行為準則》隨之生效。第十七屆人民院任期定於2024年6月16日結束。

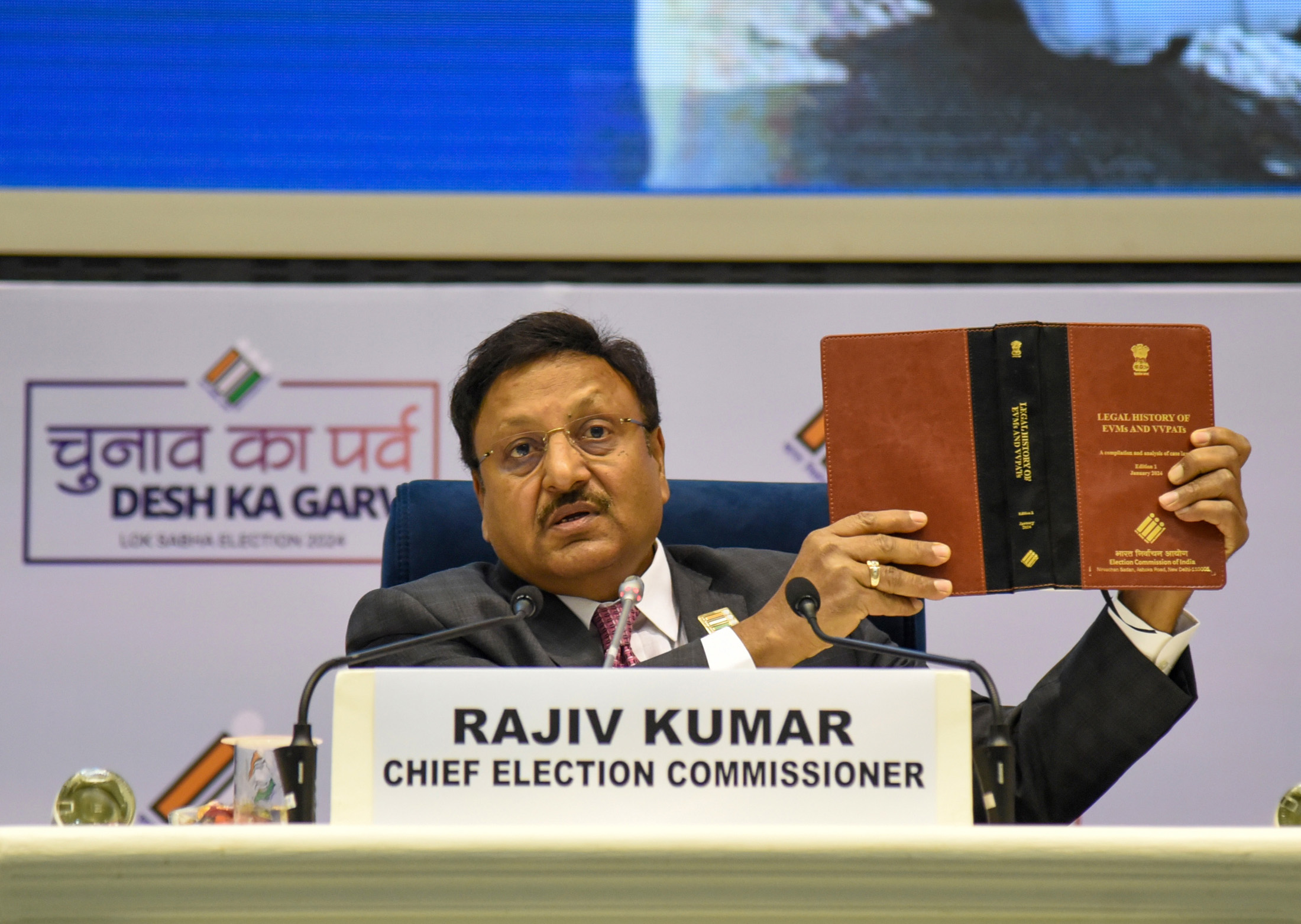
印度選舉委員會拉吉夫·庫馬爾在記者會上宣布了人民院和州立法議會 2024 年大選時間表

人民院選舉期間的關鍵流程包括監督競選支出、防止非法物品流通、確保遵守《示範行為準則》。在投票前的最後48小時內，競選活動結束，並採取措施維持秩序，防止混亂。投票日當天，將執行嚴格的規則，以防止不當影響，確保選舉過程順利且安全。電子投票機 (EVM) 採用嚴格的安全措施進行密封和存儲，攤位級別官員則在整個過程中為選民提供協助。
| 階段 | 投票日期 | 選區  | 圖片 |
| ---- | -------- | ----- | ---- |
| 1    | 4月19日  | 101.5 |      |
| 2    | 4月26日  | 87.5  |      |
| 3    | 5月7日   | 95    |      |
| 4    | 5月13日  | 96    |      |
| 5    | 5月20日  | 49    |      |
| 6    | 5月25日  | 57    |      |
| 7    | 6月1日   | 57    |      |

## 選舉議題

### 福利政策
莫迪總理的關鍵選舉承諾之一和印度人民黨宣言的核心焦點是落實政府計劃並確保最後一英里的交付，這成為增強印度人民黨選舉支持的重要政治策略。他們的方法主要強調直接現金轉移以及提供必要的私人物品，如廁所、瓦斯、住房和銀行帳戶。自2014年上台以來，莫迪政府實施了300多項聯邦福利計劃，總花費超過34兆盧比（約新台幣12兆），惠及超過9億人。主要舉措包括住房計劃（Pradhan Mantri Awas Yojana）、全球最大的農民現金轉移計劃，以及提供免費烹飪燃氣、電力和自來水的計劃。這些計劃被視為莫迪的保證，旨在直接改善低收入家庭的生活。由於獲得基本服務的機會增加，印度人民黨的福利政策被認為吸引了選民的支持，特別是女性選民的支持。

### 就業問題
失業問題一直是印度經濟的一個主要挑戰，尤其對年輕人影響尤為嚴重，目前失業率已達到45年來的新高。 根據世界銀行2022年的報告，印度青年失業率達到23.2%，而全國失業率徘徊在7%左右。2023年，42.3%的畢業生失業，顯示出缺乏足夠的就業機會來容納不斷增長的勞動力。
因此，失業問題已成為競選活動的中心議題，反對派印度國家包容性發展聯盟則利用不斷上升的失業率和通貨膨脹來批評全國民主聯盟政府對印度經濟的處理方式。作為其單獨的青年宣言的一部分，國大黨承諾填補300萬個政府職位的空缺，並引入“學徒權”，其中任何25歲以下的文憑和學位持有者可以要求工作一年，在此期間他們將獲得10萬盧比的一年工資。專家批評這項計劃，認為它迫使私人公司在僱用員工或實習生時考慮績效和技能以外的因素。此外，儘管計劃保證一年的報酬，但無法確保參與者具備完成工作所需的技能。
為了反駁反對派對失業和通貨膨脹的批評，印度人民黨強調印度在世界舞台上日益突出的地位，同時宣傳政府為窮人提供的新社會保障計劃，例如向有需要的人提供免費糧食和醫療保險。總理莫迪強調了他的商業友好政策，並堅稱「印度創業」和基礎設施項目等舉措為非正規經濟提供了大量就業機會，而官方失業統計數據並未考慮到這些。為反駁反對派的批評，他引用了與印度國大黨不同的數據，堅稱過去幾年失業率實際上有所下降。

### 宗派主義
印度人民黨指責國大黨及其盟友歷來專注於旨在解決穆斯林社區關切的政策，並稱其為「穆斯林綏靖政策」。 印度人民黨聲稱，印度國家包容性發展聯盟一貫主張在其他落後階層(OBC)配額內為穆斯林保留席位，並在卡納塔克邦和西孟加拉邦等地實施了此類政策。然而，加爾各答高等法院裁定，這些完全基於宗教的保留政策違憲。 莫迪指責反對黨將OBC、表列種姓和表列部落(SC和ST)配額中的保留分配給穆斯林，引發了重大爭議。
2023年6月，莫迪大力推動統一民法典（UCC）。UCC 是《國家政策指導原則》的一部分，雖然對國家治理至關重要，但不能在法庭上強制執行或審理。 反對黨，特別是國大黨，反對這項舉措，認為這違反了全印度穆斯林屬人法委員會（AIMPLB）管轄的針對居住在印度的穆斯林的「屬人法」或宗教法。
印度人民黨為羅摩神廟就職計畫準備了一本小冊子，以與全國各地的家庭建立聯繫。位於阿約提亞的羅摩神廟落成後，以印度教民族主義情緒為特徵的新時代印度教民族主義情緒開始主導印度的政治領域。莫迪信守了重建羅摩神廟的長期政治承諾，並被視為履行了印度人民黨向全國印度教徒發出的宣言。莫迪和人民黨的印度教民族主義意識形態也獲得了印度教社區成員的大力支持。同時，以支持莫迪政府政策和印度教民族主義意識形態為主題的寶萊塢傳記電影「南度藍姆·高德西的一生」也已上映。
印度人民黨發言人姆洪魯莫·基康承認對這種擔憂存在「一定程度的威脅感知」，但也表達該黨正努力改變這種情況。國大黨及其領導人拒絕參加羅摩神廟開光儀式的邀請引發了一場重大爭議，一些人稱該活動被政治化為“印度人民黨-國民志願服務團活動”。

### 選舉債券
2024年2月15日，印度最高法院裁定，莫迪政府於2017年推出的競選融資選舉債券制度違憲。該制度允許個人和公司匿名且不受限制地向政黨捐款，這一判決將對印度的政治資金和透明度產生深遠影響。3月18日，法院命令印度國家銀行（SBI）在3月21日之前向印度選舉委員會提供所有有關選舉債券的記錄，以便將選舉捐助者與受款者進行匹配，並駁回了印度聯邦工業界、印度工商會聯合會和印度工商聯會關於不得洩漏捐助者身分的請求。初步報告顯示，政黨的主要捐助者包括印度一些最大的公司，如韋丹塔有限公司、巴帝電信、RPSG 集團和埃塞爾集團，報告還發現，印度人民黨接受了所有記錄捐款中的近一半。
整體而言，獲得選舉債券最多的五個政黨分別是：印度人民黨，獲得606億盧比（約新臺幣224億）；全印草根大會，獲得160億盧比（約新臺幣59億）；印度國大黨，獲得142億盧比（約新臺幣52億）；泰倫加納民族黨，獲得121億盧比（約新臺幣42億）；勝利人民黨(單獨競選)，獲得77億盧比（約新臺幣28億）。選舉債券的最大買家被發現是泰米爾納德邦彩票公司（Future Gaming and Hotel Services Private Limited）的負責人聖地亞哥·馬丁。他在2020年至2024年間購買了價值136億盧比（約新臺幣50億）的債券，並向全印草根大會、印度人民黨以及統治泰米爾納德邦的達羅毗荼進步聯盟進行捐款。任何政黨最大的單一捐助者是梅加工程和基礎設施有限公司（MEIL），這是一家總部位於海得拉巴的建築公司。該公司在2019年至2024年間購買了價值超過120億盧比（約新臺幣44億）的選舉債券，並分別捐款給泰倫加納民族黨、印度人民黨和國大黨（這三個政黨在此期間輪流執政特倫甘納邦）。
一些反對派政治人物將選舉債券稱為「騙局」和「敲詐勒索」。印度人民黨發言人賽義德·紮法爾·伊斯蘭對於這些指控提出否認，並聲稱該黨的選舉債券是「憑努力取得」的。
然而，印度政治觀察家的結論是，要麼印度商人經常通過賄賂擺脫困境，要麼由印度人民黨控制的政府一直在利用政府機構對他們進行勒索。根據印度國家銀行公佈的數據顯示，企業在收到政府重大合約前後都進行了捐贈。在前 30 名企業捐助者中，近一半在購買選舉債券時受到政府機構調查的困擾。

## 主要的参选政党和联盟
在 2024 年印度大选前夕，印度政治变得越来越两极化，出现了两个主要的對立联盟：执政的全国民主联盟（印度人民黨領導）和反对派印度国家发展包容性联盟（印度國民大會黨領導）。有6個全國性政黨参加 2024 年印度大选，除了大眾社會黨以外，其餘都是兩個政黨聯盟之一的一部分。
| 政黨和联盟 | 政黨和联盟 | 意識形態                                        | 政治立場       |
| ---------- | --- | ----------------------------------------------- | -------------- |
|            | 全国民主联盟 - 印度人民党 - 國家人民黨 - 聯合人民黨 - 湿婆神军党(辛德派) - 全印度安納達羅毗荼進步聯盟 - 泰盧固之鄉黨 - 泰倫加納民族黨 - 無產階級人民黨 - 其餘地方政黨                                                    | 民族主義 民粹主義 社会保守主义 印度教民族主義   | 中間偏右至右翼 |
|            | 印度国家发展包容性联盟 - 印度国大党 - 普通人黨 - 印度共產黨（馬克思主義） - 印度社會黨 - 全印草根大會 - 湿婆神军党(薩克里派) - 印度共產黨 - 賈坎德解放陣線 - 全國人民黨 - 達羅毗荼進步聯盟 - 印度原住民黨 - 其餘地方政黨 | 民主社会主义 社会民主主义 公民民族主義 進步主義 | 中間偏左至左翼 |
|            | - 大眾社會黨 | 社會主義 世俗主義 民主社会主义 民粹主義         | 中間偏左       |

## 主要候選人
全國民主聯盟2024年大選的總理候選人為現任總理莫迪。印度國家發展包容性聯盟則在大選結束後決定。

### 全國民主聯盟

2024 NDA Alliance Lok Sabha Seat Sharing

#### 印度人民黨
印度人民黨於2024年3月2日公佈了第一份195名候選人名單，第二份72名候選人名單於3月13日公佈，而第三份9名候選人名單於3月21日公佈。3月22日公佈了第四份15名候選人名單，隨後於3月24日公佈了第五份111名候選人名單，並於3月26日公佈了第六份3名候選人名單。第七份2名候選人名單於3月27日公佈，第八份11名候選人名單於3月30日公佈，第九份名單於3月31日公佈，僅1名候選人。4月10日公佈了由9名候選人組成的第十份名單，4月11日公佈了由1名候選人組成的第十一份名單， 隨後於4月16日公佈了由7名候選人組成的第十二份名單。第13、14和15份名單各包含一名候選人，分別於4月18日、 4月23日和4月27日公佈。西孟加拉邦選區的第十六份候選人名單於5月1日公佈，此前該候選人的提名文件被印度選舉委員會拒絕。第十七份名單由2名候選人組成，於5月2日公佈，而第十八份名單則於5月3日公佈，僅包含1名候選人 。
自1996年以來，印度人民黨首次沒有在克什米爾分區派出候選人。分析家和反對派政界人士認為，這與印度人民黨政府於2019年撤銷印度憲法第370條規定的查謨和克什米爾自治權引發的民眾強烈反對有關。

### 印度国家发展包容性联盟

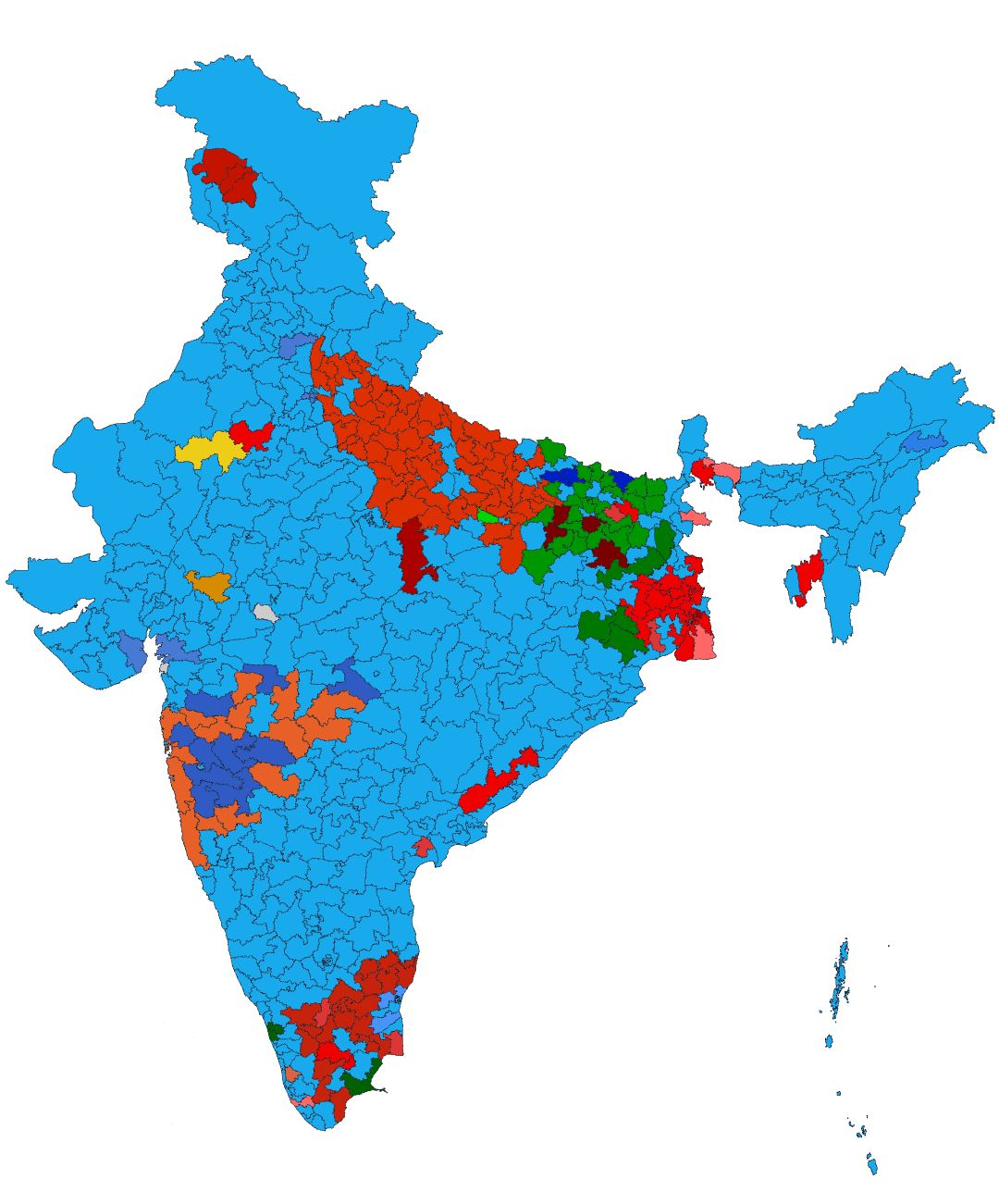
2024 INDIA Alliance Lok Sabha Seat Sharing

#### 印度國大黨
印度國民大會黨於2024年3月8日公佈了第一份由39名候選人組成的名單，第二份由43名候選人組成的名單於3月13日公佈，而第三份由56名候選人組成的名單於3月22日公佈。3月23日公佈第四份46名候選人名單，3月24日公佈第五份3名候選人名單，3月25日公佈第六份5名候選人名單。第七份5名候選人名單於3月26日公佈，第八份14名候選人名單於3月27日公佈 ，第九份5名候選人名單於3月29日公佈。第十份2名候選人名單於4月1日公佈，第十一份17名候選人名單於4月2日公佈，第12份3名候選人名單於4月4日公佈。第十三份6名候選人名單於4月6日公佈，而第十四份6名候選人名單於4月9日公佈， 隨後於4月10日公佈了第十五份2名候選人名單。第十六份候選人名單於4月13日公佈，其中包括16名候選人。隨後，第十七份候選人名單於4月14日公佈，其中包括10名候選人，第十八份候選人名單於4月16日公佈，僅包括3名候選人。

## 竞选過程

### 全國民主聯盟

#### 印度人民黨
在2023年1月16日和17日举行的印度人民党全国执行会议上，该党重申了对总理纳伦德拉·莫迪的信心，并延长了印度人民党全国主席贾加特·普拉卡什·纳达的任期。
莫迪总理在对党员的讲话中阐述了印度人民党即将到来的民意调查战略，他说他们应该“不考虑选举”，接触社会的各个阶层，包括边缘化和少数族裔社区。
在 2023 年地方议会选举之后，莫迪在 2024 年的民意调查中首次提出了“莫迪的保证”（Modi Ki Guarantee）的口号。

“這次超越400席”是印度人民黨和莫迪在選舉中使用的競選口號，這個口號表達了印度人民黨和莫迪希望在選舉中贏得人民院543個席次中超過400個席次的野心。
印度人民黨在先前的選舉中，包括2019年大選，都使用過這個口號，儘管有一些變化。它已成為該黨支持者的戰鬥口號和其政治野心的象徵。選舉分析家表示，印度人民黨實現這一目標的途徑很可能是在印度南部贏得比以往選舉更多的席次。
該黨已在多個邦舉行政治集會，莫迪、黨主席納達和內政部長阿米特·沙阿等國家領導人積極參與競選活動。
北方邦首席部長約吉·阿迪亞納斯在一次競選集會上將這次選舉描述為「羅摩信徒」和「反羅摩勢力」之間的較量，並敦促選民選擇前者。莫迪還指責反對派密謀在掌權後將羅摩神廟夷為平地。
4月21日，莫迪在拉賈斯坦邦的一次競選集會上指責國大黨優先將國家財富分配給穆斯林，並計劃在執政後將資源分配給“有更多孩子的人”和“滲透者”，這反映了對穆斯林的刻板印象。國大黨領袖哈格稱莫迪的言論是充滿恐慌的“仇恨言論”，這是一種策略，旨在轉移人們對反對派在選舉第一階段表現優於印度人民黨的注意力。同時，拉賈斯坦邦的官員也收到了來反對黨和非政府組織的投訴。 莫迪演講後，印度人民黨在其官方Instagram帳戶上發布了一段動畫，重申了莫迪的主張。影片中顯示拉胡爾·甘地手持國大黨的選舉宣言副本，該宣言最終演變成了全印度穆斯林聯盟的象徵。該影片發布後不到24小時，由於多名用戶舉報而被刪除。在X平台上發布的針對卡納塔克邦選民的類似影片也被選舉委員會下令刪除，並導致警方對印度人民黨高級領導人立案。
拯救憲法公民運動組織（Samvidhan Bacchao Nagrik Abhiyan）向印度選舉委員會提交了一封由17,400多人簽署的投訴信，指控莫迪違反了1951年《示範行為準則》和《人民代表法》。信中指出，莫迪的講話「不僅旨在訴諸公共感情，還煽動和加劇了印度教徒對穆斯林的仇恨」。

### 印度國家發展包容性聯盟
該聯盟的首次聯合集會於2024年3月3日在比哈爾邦的巴特那舉行。參加集會的成員包括國大黨主席馬利卡晶·哈爾熱、黨魁拉胡爾·甘地、人民黨主席拉魯·普拉薩德·亞達夫、比哈爾邦前副首席部長兼黨代表特賈什維·亞達夫、社會黨主席阿克希勒什·亞達夫、印度共產黨（馬）總書記西塔拉姆·亞秋里以及印度共產黨總書記D·拉賈。在會議上，哈爾熱批評執政黨沒有履行就業承諾並忽視該國的窮人。
3月17日，即國大黨舉行的正義遊行結束後的第二天，該聯盟在孟買的希瓦吉公園 聯合舉行集會。出席集會的有甘地、特賈什維·亞達夫、神軍黨(薩)主席烏達夫·薩克里、民族大會黨主席沙拉德·帕瓦爾、德拉威進步聯盟主席兼泰米爾納德邦首席部長M.k.斯大林等。在集會上，甘地表示，由於國家通貨膨脹和失業率上升，他們被迫啟動抗議活動來對抗政府。
3月22日，德里首席部長阿爾溫德·凱傑里瓦爾因涉嫌德里酒類詐騙被捕幾天後也就是3月31日，反對派聯盟在德里拉姆利拉邁丹舉行抗議集會，反對派指控他的腐敗案以及隨後的逮捕是「政治動機的捏造」和「政治迫害」。在這場名為「拯救民主」（Loktantra Bachao）的集會上，反對派試圖將這次選舉描述為「民主vs獨裁」。

#### 印度國大黨
國大黨競選活動於2023年12月28日在馬哈拉施特拉邦那格浦爾舉行，在當時吸引了超過100萬人參與的盛大集會。

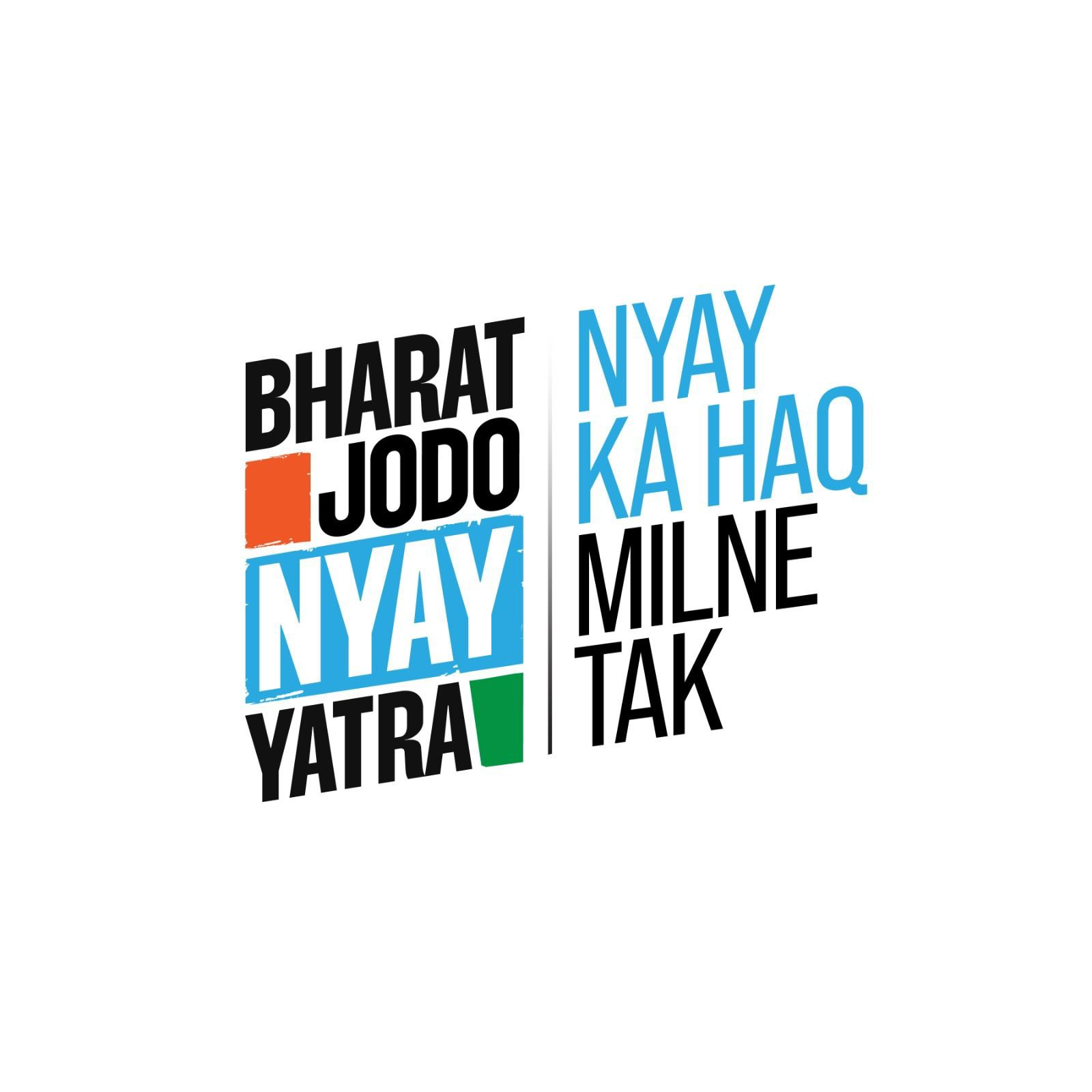
正義遊行標誌

1月14日，國大黨推出了正義遊行，延續了去年的聯合印度遊行。這場活動從曼尼普爾邦的因帕爾啟程，一路向南，於2024年3月16日在孟買圓滿結束。

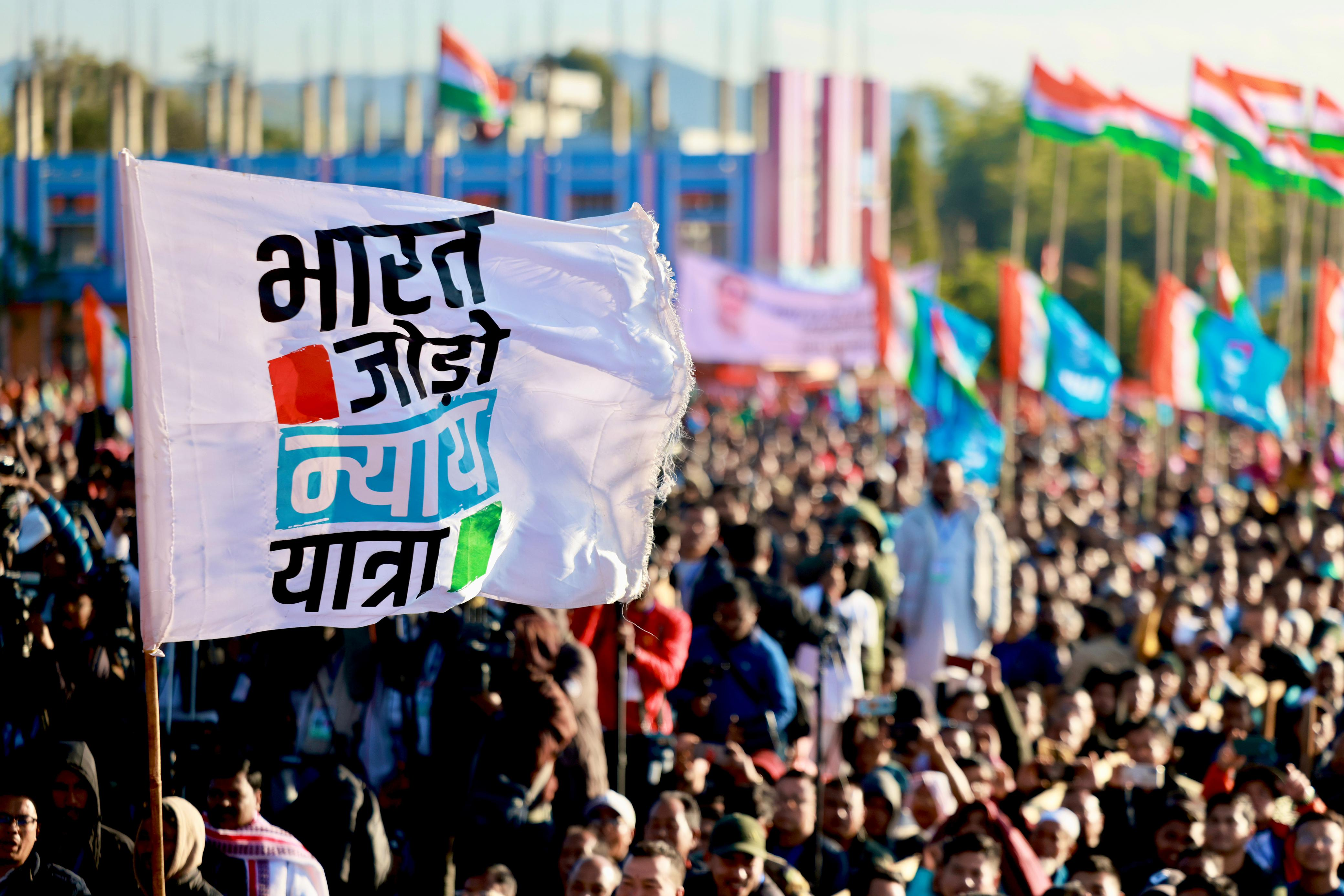
支持者在活動上揮舞旗幟

拉胡爾·甘地在德里拉姆利拉廣場的演說中警告說，如果印度人民黨在2024年的選舉中勝出並修改憲法，將導致整個印度陷入困境。
國大黨在大選前發起了一項名為「為國家捐贈」（Donate for Desh）的眾籌活動。該活動的數位版本於2023年12月18日在專門網站上正式推出，聲稱受到聖雄甘地的人民基金（1920-21）的啟發。實體版本則於 12 月 28 日啟動，透過挨家挨戶的收集活動進行。
活動首日便收到了1450萬盧比（約新台幣530萬）的捐款，捐款額排名前五的邦依次為馬哈拉施特拉邦、拉賈斯坦邦、北方邦、德里和卡納塔克邦。
截至2023年底，該活動共收到約9千萬盧比（約新台幣3300萬）的捐款，其中30%的資金來自泰倫加納邦和馬哈拉施特拉邦。
據國大黨稱，該活動已籌集了約2億盧比（約新台幣7400萬）。國大黨於1月28日將其眾籌活動重新命名為「為正義捐款」（Donate for Nyay），以配合拉胡爾·甘地正在進行的正義遊行。重新命名後的眾籌活動在隨後的4天內籌集了4千萬盧比（約新台幣1400萬）。

#### 印度共產黨（馬克思主義）
該黨在喀拉拉邦首次提名了15名候選人後，啟動了該州和全國的競選活動。

#### 普通人黨
選舉期間，當局對屬於反對黨的國家官員進行調查。例如，德里首席部長兼普通人黨領導人阿爾溫德·凱杰里瓦爾因涉嫌在酒類許可證分配方面的腐敗而接受調查；賈坎德邦首席部長兼贾坎德解放阵线黨代表赫曼特·索倫則於2024年2月因涉嫌協助非法土地出售而被捕。執法局也以各種罪名對四名不與印度人民黨結盟的首席部長進行調查，而對後來加入印度人民黨的前反對派政客的調查則已結束。時事雜誌《大篷車社》的記者哈托什·辛格·巴爾告訴法新社，政府機構的舉動顯示他們的行為是「執政黨的婢女，用來威懾政治反對派」。
3月21日，凱杰里瓦爾因酒牌詐騙指控被捕後，德里財政部長阿蒂什·辛格指責印度人民黨策劃針對凱杰里瓦爾的「政治陰謀」。他的被捕也導致3月22日政黨領袖、支持者和警方之間發生衝突。甘地在回應凱傑里瓦爾被捕後表示，一個“害怕的獨裁者”想要創造一個“死亡的民主”，但他並沒有點名任何人。
反對黨認為，印度人民黨領導的政府利用執法局突襲搜查批評它的反對派政客，其中95%的案件涉及反對派領導人。自2014年以來，已有25名面臨腐敗指控的反對派領袖加入了印度人民黨，其中23人在加入執政黨後，調查被結束或凍結。這一趨勢被國大黨在其競選影片中比作「洗衣機」。

#### 全國人民黨
全國人民黨於2024年2月20日以「民眾信任人民黨」（Jan Vishwas Yatra）開始其競選活動。其黨主席特賈什維·亞達夫在比哈爾邦穆扎夫法爾普爾發起了這一朝聖儀式。這次朝聖活動持續至2024年3月1日，涵蓋33個地區。2月23日，亞達夫在錫萬稱印度人民黨是「垃圾箱」，容納了已成為「垃圾」的其他政黨。

#### 濕婆神軍黨
黨內糾紛導致馬哈拉施特拉邦的濕婆神軍黨分裂後，印度最高法院禁止加入印度國家發展包容性聯盟的薩克里派使用該黨歷史悠久的弓箭標誌作為選舉標誌，並將該標誌授予加入全國民主聯盟的辛德派。這迫使薩克里派改採用火炬作為其新的選舉標誌。

## 競選宣言

### 全國民主聯盟

#### 印度人民黨
印度人民黨在其演講中提出了一個由四個部分組成的「GYAN」方案：Garib（窮人）、Yuva（青年）、Annadata（農民）和Nari（婦女），這也是其宣傳的重點之一。
此外，該黨還發起了另一項活動，旨在收集公眾對國家進步的建議和意見。這些建議成為該黨2024年大選的宣言中的重要部分，也就是「莫迪的保證」。
- 婦女保障名額： 為了確保女性在各邦立法機構和國家領導層中都有一定的代表，印度人民黨承諾將會推動並實施婦女保障名額法（Nari Shakti Vandan Adhiniyam）法案。
- 女性農業發展計畫： 3千萬農村婦女將會成為「女性農業發展計畫」(Lakhpati Didis)的一部份。
- 免費糧食： 在窮人糧食安全計畫（英语：Pradhan Mantri Garib Kalyan Anna Yojana）的推動下，印度人民黨宣布將在未來五年內向8億公民提供免費糧食。
- 免費電力： 總理莫迪承諾為低收入家庭提供免費電力。
- 增加農作物： 總理莫迪承諾提供6000萬盧比支持，並提高印度農作物的最低價格（MSP），以此來增加印度的農作物。
- 年輕人的政策： 印度人民黨承諾制定法律，阻止聯合入學考試（Joint Entrance Examination）的作弊舉動、擴大創業生態系統並提升製造業的就業機會，促進青年創業，同時透過基礎設施和旅遊業的發展來創造更多就業機會。
- 老年人的政策： 印度人民黨承諾根據《人民健康法案（英语：Ayushman Bharat Yojana）》，所有老年人都有資格享受高達50萬盧比的免費且高品質醫療健保。
- 住房政策： 印度人民黨承諾投入3千萬盧比建造住房，並且將優先考慮身心障礙者，確保他們的住房符合其獨特需求。
- 卡車司機的政策： 印度人民黨承諾在所有國家高速公路上建造現代化設施，以供卡車司機能夠休息、停車，並提供清潔的飲用水和食物。
- 一個國家，一次選舉： 印度人民黨承諾將推動「一個國家，一次選舉（英语：One Nation, One Election）」法案，旨在讓人民院和所有邦議會可以在2029年同時舉行選舉。[179]
- 統一民法典： 除了選舉政策以外，印度人民黨還承諾將會推動《統一民法典（英语：Uniform Civil Code）（UCC）》，以製定和實施公民屬人法案，該法案將平等地適用於所有公民，無論其宗教信仰如何。[180]
- 經濟政策和第三大經濟強國： 印度人民黨承諾到2025年將印度的GDP增至5兆美元，並在2032年達到10兆美元。根據財政部的預測，如果這些目標達成，印度的經濟總量將躍居世界第三位。[181][182][183][184]
- 聯合國安理會： 印度人民黨承諾致力於確保印度成為聯合國安理會的常任理事國。
- 打擊恐怖主義： 莫迪倡議建立全球夥伴關係，以消除恐怖主義並打擊恐怖主義融資。
- 左翼極端主義： 通過促進經濟增長和採取多種方法來打擊左翼極端主義。
- 印度太空站： 建立永久性的印度太空站並將人類送上月球。

### 印度國家發展包容性聯盟

#### 印度國大黨
國大黨在3月時發布了針對大選的特定群體宣言承諾。宣言重點包含五個主要人群，並向他們承諾：
- 青年宣言： 為25歲以下的研究生提供一年的正式就業機會，填補300萬個政府職位的空缺，提升政府職位招聘的透明度，為初創企業設立5000萬盧比（約新台幣1900萬元）的基金，標準化政府招聘考試流程，以及為零工工人提供社會保障。[41][186][187]
- 婦女宣言： 向貧困家庭的婦女提供10萬盧比（約新台幣3萬8千元）的經濟援助，新招聘的政府職位中50%將預留給婦女，中央政府將增加一倍對庭院工作者(Anganwadi)、健康活動家（英语：Accredited Social Health Activist）(ASHA)和午餐工人工資的貢獻，在每個地方機構(Panchayati raj)提供法律援助，並在每個地區總部設立至少一所供職業婦女使用的宿舍。[188][189]
- 農民宣言： 為農民提供最低價格下限（英语：Minimum support price (India)）(Minimum support price)的法律保障，免除農民貸款，制定有利於他們的進出口政策，取消農產品的商品和服務稅（英语：Goods and Services Tax (India)），並在農作物損失的情況下，於30天內直接將補償款支付到農民的銀行帳戶。[190]
- 勞工宣言： 為工人提供全民醫療保險，將全國最低工資從目前的每天172盧比（約新臺幣66元）提高到每天400盧比（約新臺幣155元），制定類似於農村就業保障法（英语：Mahatma Gandhi National Rural Employment Guarantee Act, 2005）的城市版本，並為非正規部門工人提供人壽和意外保險。[191][192]
- 種信普查： 國大黨宣布，如果贏得選舉，將進行全面的人口普查，調查人口、社會經濟狀況以及治理機構中的代表性(比如政府和公共機構中的比例)。他們承諾將立法取消對在冊種姓、在冊部落和落後階層保留的50%上限（這些保留比例是為了確保這些群體在教育和就業機會中有一定的比例），並保護部落的森林權利。[193]
- 財富分配： 拉胡爾·甘地承諾「重新分配財富」，他認為這將有助於消除貧窮和社會經濟不平等。甘地表示，如果國大黨及其聯盟掌權，他們將進行制度和金融普查，以找出國內最富有的公民。他補充說，國大黨將利用種姓普查的數據，按照人口比例將財富分配給弱勢種姓和「少數群體」。[194][195][196]

完整的宣言名為正義之紙（印地語：न्याय पत्र，Nyay Patra），於2024年4月5日發布。宣言中一些值得注意的點是（除了先前發布的上述承諾）：
- LGBT宣言： 經過廣泛協商，宣言承諾將制定一項法律，承認LGBT群體的夫婦之間的民事結合。
- 全民健保： 宣言承諾實施拉賈斯坦邦議會（英语：Third Gehlot ministry）通過的無現金保險，涵蓋高達250萬人的全民健保。
- 污水處理： 宣言承諾禁止將污水傾倒到印度各地的水體中，以保護水資源和環境的可持續性。
- 森林覆蓋率： 該宣言承諾增加森林覆蓋率，因為印度在2015年至2020年間失去了僅次於巴西的第二高森林覆蓋率。
- 建設醫院： 宣言承諾在印度所有地區建立政府醫學院兼醫院，以提高醫療服務的普及性和質量。
- 軍人宣言： 宣言承諾廢除“烈火計劃”，恢復陸軍、海軍和空軍的正常徵兵流程。
- 健康政策： 宣言承諾在每個街區和市級建立社區體育中心，並在每個區級建立綜合體育中心，以促進體育活動的普及和提高人們的健康水平。
- 學生宣言： 宣言承諾免除截至 2024 年 3 月 15 日尚未償還的一次性學生教育貸款。
- 國會改革： 宣言承諾，每週將有一天專門討論由議會兩院反對派議員提出的議程。
- 人民自由： 宣言承諾不干涉個人對食物、衣服、愛情和婚姻的選擇，以及在印度任何地方旅行和居住的自由。所有無理干涉個人自由的法律法規都將被廢除。
- 誹謗罪非刑事化： 宣言承諾將誹謗罪非刑事化，並透過法律提供快速的民事損害賠償補救措施。
- 反對一次選舉： 宣言拒絕了「一個國家，一次選舉」的想法。
- 司法改革： 宣言承諾成立國家司法委員會（NJC），負責高等法院和最高法院法官的選拔和任命。
- 憲法改革： 宣言承諾將修改憲法，在最高法院設立兩個部門：憲法法院和上訴法院。憲法法院由七名最資深法官組成，負責審理和裁決涉及憲法解釋的案件以及其他具有法律意義或國家重要性的案件。上訴法院將作為最終上訴法院，每個案件由三名法官組成，審理來自高等法院和國家法庭的上訴。
- 稅法改革： 宣言承諾取消「天使稅」及所有其他抑制對新微型企業和創新新創投資的剝削性稅收計劃。

## 選舉期間

### 觀察員
2024年4月14日，印度人民黨邀請駐印度的外國外交官，以及包括英國的保守黨和工黨、德國的基督教民主聯盟（CDU）和社會民主黨（SPD）、以及孟加拉國的人民聯盟在內的25個海外政黨，觀摩該黨的競選活動。
這個倡議是「了解人民黨」活動的一部分，旨在進行外部推廣並熟悉選舉程序。作為這個計劃的一部分，人民黨主席納達與來自13個國家的使節會面。

### 投票狀況

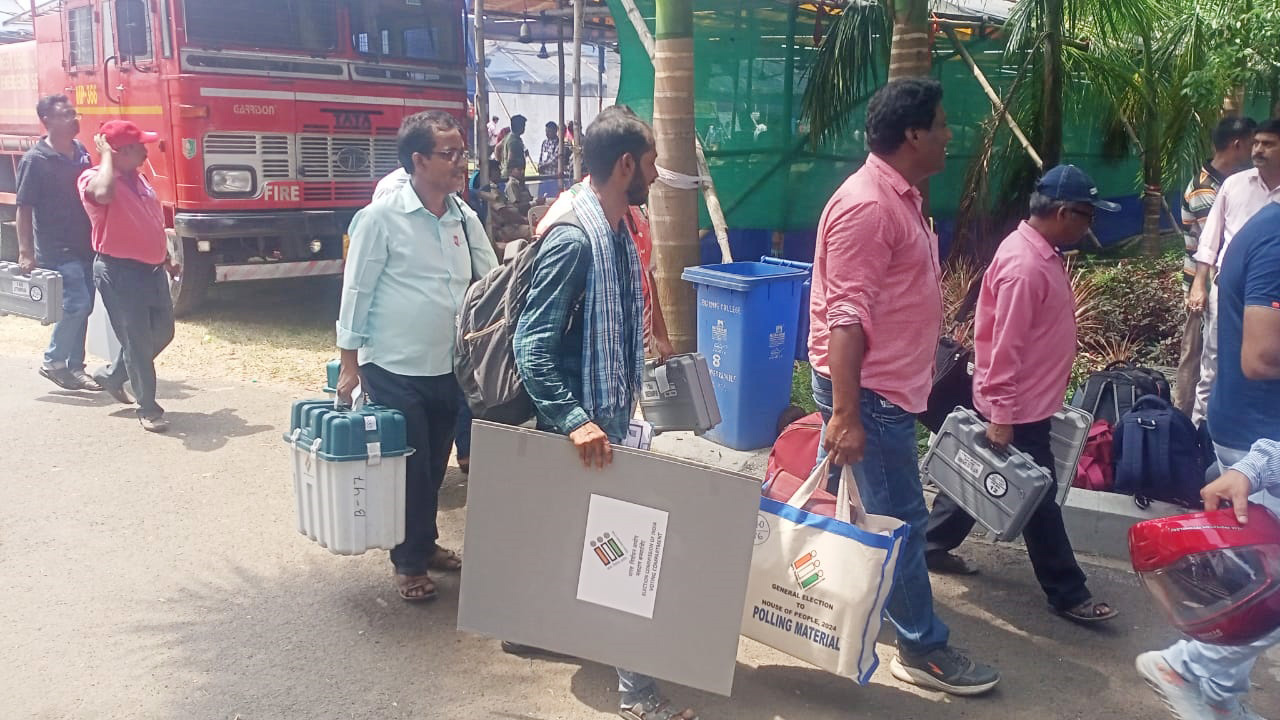
投票站官員攜帶電子投票機 (EVM) 和其他選舉相關資料，參加 2024 年 5 月 19 日在西孟加拉邦塞蘭坡舉行的第五階段大選。

儘管許多地方的選舉進行順利，但仍有少數地區發生了一些問題：
- 第一階段的投票於2024年4月19日進行。由於暴力事件，曼尼普爾邦的11個投票站於4月22日進行了重新投票。由於暴力事件和電子投票機損壞的報告，阿魯納恰爾邦的八個投票站於4月24日進行了重新投票。[201][202][203][204] 在選舉第一階段期間，曼尼普爾邦的一個投票站外爆發了暴力事件。[205][206]在西孟加拉邦的3個選區，人民黨與草根大會的工作人員之間爆發了衝突[207][208]，在此期間，科奇比哈爾的一個投票站發現一名中央後備警察部隊成員死亡[209][210]。在恰蒂斯加爾邦，一名中央後備警察部隊人員在投票期間被殺。[211][212]在泰米爾納德邦的吉登伯勒姆選區，解放黑豹黨（英语：Viduthalai Chiruthaigal Katchi）和人民黨兩黨的工作人員之間發生了衝突，導致兩名黑豹黨工作人員和一名人民黨工作人員受傷[213][214]。
- 第二階段的投票於2024年4月26日進行。由於暴力事件和電子投票機損壞，卡納塔克邦的一個投票站於4月29日重新投票[215][216]。曼尼普爾邦的六個投票站因暴力事件、電子投票機損壞以及據稱由不明武裝人員強迫投票，於4月30日重新投票[217][218]。拉賈斯坦邦的一個投票站由於選民登記冊遺失，於2024年5月2日重新投票[219][220]。 在投票的第二階段，喀拉拉邦有八名選民在投票時因中暑死亡[221][222]。在曼尼普爾邦，比什努布爾縣選區發生的一次武裝襲擊中，兩名中央後備警察部隊人員喪生，另有兩人重傷[223][224]。在康波皮（英语：Kangpokpi district）和因帕爾東區（英语：Imphal East district），兩個不明身份的團體爆發槍戰，一名男子在衝突中被擊斃[225][226]。此外，烏克魯爾的兩個投票站報告了電子投票機被破壞、選民遭恐嚇和被強迫投票的事件[227][228]。
- 第六階段投票於2024年5月25日進行。在第六階段投票中，查謨和克什米爾人民民主黨（英语：Jammu and Kashmir People's Democratic Party）主席梅赫布巴·穆夫蒂（英语：Mehbooba Mufti）在查謨和克什米爾的阿南特納格-拉朱里選區（英语：Anantnag–Rajouri Lok Sabha constituency）進行競選活動中，表示有幾名黨內工作人員被警方拘留，以阻止他們參與投票。在西孟加拉邦，人民黨候選人阿格尼米特拉·保羅（英语：Agnimitra Paul）前往梅迪尼普爾選區投票時，她的汽車被草根大會的工作人員攔截[229]。而在奧裡薩邦立法議會選舉中，科爾達選區的人民黨候選人普拉尚·賈格德夫因涉嫌破壞電子投中票機而被捕[230]。

## 民調

從2019年起印度政黨聯盟民意調查趨勢

## 選舉結果
各政黨在選舉中的席次比例
各政黨在選舉中的投票比例
| 政党 | 印度人民党          | 印度国大党          | 印度社会党        | 全印草根大会      | 達羅毗荼進步聯盟  | 泰盧固之鄉黨         | 聯合人民黨       |
| 政党 |                     |                     |                   |                   |                   |                      |                  |
| 领袖 | 纳伦德拉·莫迪       | 马利卡尔琼·卡尔格   | 阿克希萊什·亞達夫 | 玛玛塔·班纳吉     | M.K.史達林        | 納拉·錢德拉巴布·奈杜 | 尼蒂什·庫馬爾    |
| 领袖 |                     |                     |                   |                   |                   |                      |                  |
| 选票 | 36.56%, 235,973,935 | 21.19%, 136,759,064 | 4.58%, 29,549,381 | 4.37%, 28,213,393 | 1.82%, 11,754,710 | 1.98%, 12,775,270    | 1.25%, 8,039,663 |
| 选票 |                     |                     |                   |                   |                   |                      |                  |
| 席位 | 240 (44.20%)        | 99 (18.24%)         | 37 (6.82%)        | 29 (5.35%)        | 22 (4.06%)        | 16 (2.95%)           | 12 (2.21%)       |
| 席位 | 240 / 543           | 99 / 543            | 37 / 543          | 29 / 543          | 22 / 543          | 16 / 543             | 12 / 543         |

| 293          | 234                    | 16   |
| 全国民主联盟 | 印度國家發展包容性聯盟 | 其他 |

| 按政黨劃分的選舉結果 (上) 按聯盟劃分的選舉結果 (下) |                        |      |      |                |                |            |             |        |
| 联盟                                                | 联盟                   | 席次 | +/–  | 政黨及勝出席次 | 政黨及勝出席次 | +/–        | 得票數      | %      |
|                                                     | 全国民主联盟           | 293  | ▼60  | 印度人民党     | 240            | ▼63        | 235,973,935 | 36.56% |
| 泰盧固之鄉黨                                        | 全国民主联盟           | 293  | ▼60  | 16             | ▲13            | 12,775,270 | 1.98%       |        |
| 聯合人民黨                                          | 全国民主联盟           | 293  | ▼60  | 12             | ▼4             | 8,039,663  | 1.25%       |        |
| 湿婆军 (辛德派)                                     | 全国民主联盟           | 293  | ▼60  | 7              | ▼11            | 7,401,447  | 1.15%       |        |
| 印度人民力量黨（拉姆派）                            | 全国民主联盟           | 293  | ▼60  | 5              | ▲5             | 2,810,225  | 0.44%       |        |
| 全印度安納達羅毗荼進步聯盟                          | 全国民主联盟           | 293  | ▼60  | 0              | ▼1             | 8,952,587  | 1.39%       |        |
| 國家人民黨                                          | 全国民主联盟           | 293  | ▼60  | 0              | ▼1             | 417,930    | 0.06%       |        |
| 其他地方政黨(3席以下)                               | 全国民主联盟           | 293  | ▼60  | 13             | ▲8             |            |             |        |
|                                                     | 印度國家發展包容性聯盟 | 234  | ▲143 | 印度国民大会党 | 99             | ▲47        | 136,759,064 | 21.19% |
| 印度社会党                                          | 印度國家發展包容性聯盟 | 234  | ▲143 | 37             | ▲32            | 29,549,381 | 4.58%       |        |
| 全印草根大會                                        | 印度國家發展包容性聯盟 | 234  | ▲143 | 29             | ▲7             | 28,213,393 | 4.37%       |        |
| 達羅毗荼進步聯盟                                    | 印度國家發展包容性聯盟 | 234  | ▲143 | 22             | ▼2             | 11,754,710 | 1.82%       |        |
| 湿婆军 (薩克里派)                                   | 印度國家發展包容性聯盟 | 234  | ▲143 | 9              | ▲9             | 9,567,779  | 1.48%       |        |
| 民族國大黨(帕瓦爾派)                                | 印度國家發展包容性聯盟 | 234  | ▲143 | 8              | ▲8             | 5,921,162  | 0.92%       |        |
| 印度共產黨（馬克思主義）                            | 印度國家發展包容性聯盟 | 234  | ▲143 | 4              | ▲1             | 11,342,553 | 1.76%       |        |
| 全國人民黨                                          | 印度國家發展包容性聯盟 | 234  | ▲143 | 4              | ▲4             | 10,107,402 | 1.57%       |        |
| 普通人黨                                            | 印度國家發展包容性聯盟 | 234  | ▲143 | 3              | ▲2             | 7,147,880  | 1.11%       |        |
| 賈坎德解放陣線                                      | 印度國家發展包容性聯盟 | 234  | ▲143 | 3              | ▲2             | 2,652,955  | 0.41%       |        |
| 印度共產黨                                          | 印度國家發展包容性聯盟 | 234  | ▲143 | 2              | ━              | 3,157,184  | 0.46%       |        |
| 其他地方政黨(3席以下)                               | 印度國家發展包容性聯盟 | 234  | ▲143 | 14             | ▲4             |            |             |        |
|                                                     | 其他政黨及獨立人士     | 16   | ▼83  | 青勞農大會黨   | 4              | ▼18        | 13,316,309  | 2.06%  |
| 大眾社會黨                                          | 其他政黨及獨立人士     | 16   | ▼83  | 0              | ▼10            | 13,153,818 | 2.04%       |        |
| 其他政黨及獨立人士                                  | 其他政黨及獨立人士     | 16   | ▼83  | 12             | ▼55            |            |             |        |

## 各界反應

### 國內
選舉結果被莫迪總理形容為“震驚”，印度人民黨未能達到預期的400個席位。儘管選前預測顯示印度人民黨將獲得壓倒性多數，但反對派的表現遠超投票後的民調預測，並在北方邦、馬哈拉施特拉邦和西孟加拉邦等重要地區取得了微弱的勝利。
莫迪稱全國民主聯盟的領先是「印度歷史上的偉大壯舉」，而國大黨主席哈格則表示，這次選舉對莫迪來說是「道德和政治上的損失」，但卻是「民主和公眾的勝利」。6月4日，莫迪在向支持者發表演說時表示，全國民主聯盟將連續第三次組成政府。
在6月5日與其他執政聯盟成員會晤後，莫迪正式獲得再次擔任總理的支持。6月7日，他被選為聯盟領袖，並於6月9日宣誓就任總理。6月10日，莫迪公布了他的71名內閣成員名單，其中印度人民黨獲得了61個部長職位，包括印度的財政部、外交部、內政部和國防部。泰盧固之鄉黨和聯合人民黨各獲得兩個部長職位，其餘職位則分配給執政聯盟的其他成員。
有兩位無黨籍議員加入國大黨後，讓反對聯盟的席位增加到237席。6月8日，國大黨提名拉胡爾·甘地成為人民院的反對黨領袖，該職位自2014年以來一直空缺。

### 國外
孟加拉、巴貝多、不丹、加拿大、中國、科摩羅、賽普勒斯、捷克、埃及、法國、希臘、印尼、伊朗、以色列、義大利、牙買加、日本、肯亞、立陶宛、馬爾地夫、馬達加斯加、模里西斯、摩爾多瓦、尼泊爾、荷蘭、奈及利亞、俄羅斯、塞爾維亞、新加坡、西班牙、韓國、斯里蘭卡、台灣、坦尚尼亞、烏克蘭、阿拉伯聯合大公國、英國和美國的領導人和官員紛紛祝賀莫迪和印度人民黨的勝利。

### 影響
出口民調公佈後，印度SENSEX指數和Nifty50指數盤中創下歷史新高，印度盧比走強。然而，在選舉結果公佈當天，Sensex指數卻暴跌至四年來的最嚴重水準。